# Мозес Ебук
Мозес Ебук (англ. Moses Ebuk) — угандійський нейрофізіолог, академік і дипломат. Надзвичайний і Повноважний Посол Уганди в Україні за сумісництвом (2008—2012).

## Життєпис
Мозес Ебук нейрофізіолог, викладав у коледжі медичних наук Університету Макерере в Мулаго.
У 2005 році Ебук був призначений послом Уганди в Демократичній Республіці Конго після Указу президента Уганди Йовері Мусевені, після того як першу кандидатуру посла Якоба Окелло, було відхилено урядом Демократичної Республіки Конго в Кіншасі.
11 вересня 2008 року Ебук був призначений президентом Уганди Йовері Мусевені як послом Уганди в Росії. 27 лютого 2009 року він вручив свої дипломатичні грамоти Президенту Росії Дмитру Медведєву